# William Tryon
William Tryon (8 juin 1729 – 27 janvier 1788) est un militaire britannique et administrateur colonial qui servit comme gouverneur de la Province de Caroline du Nord (1765–1771) et de la Province de New York (1771–1780).

## Héritage
Comme de nombreux officiels britanniques pré-révolutionnaires en Amérique, Tryon est souvent décrit par les Américains comme un tyran, même si les Cherokee l'honore avec le nom de « Loup » pour ses négociations pour établir une frontière sur la partie occidentale de la colonie. En fait, il fut, un homme agissant avec tact et un bon administrateur, qui améliora le service postal colonial. Il devint impopulaire d'abord en obéissant aux ordres de ses supérieurs avant la guerre puis en désobéissant à ces ordres en étant trop sévère contre les Américains pendant la guerre.
Il a laissé son nom aux lieux et voies suivants : 
- anciens comtés de Tryon à New York et en Caroline du Nord, aujourd'hui disparus,
- la ville de Tryon en Caroline du Nord,
- Tryon, une localité sur l'île du Prince-Édouard au Canada,
- Fort Tryon Park à Manhattan (New York City), fort qui fut tenu par les Britanniques pendant presque toute la guerre d'Indépendance.
- Différentes rues ou anciennes rues et routes à New York ou en Caroline du Nord.

## Source
- (en) Cet article est partiellement ou en totalité issu de l’article de Wikipédia en anglais intitulé « William Tryon » (voir la liste des auteurs).